# Jan Oblak
Jan Oblak, slovenski nogometaš, 7. januar 1993, Kranj. 

## Klubska kariera

### Olimpija
Svojo kariero je začel v rodni Škofji Loki za lokalni nogometni klub NK Ločan. Pozneje ga je opazila Olimpija Ljubljana, h kateri je prestopil pri 10 letih. Leta 2009 je zavrnil ponudbo Empolija ter šel na preizkušnjo k Fulhamu. Toda po preizkušnji je zavrnil prestop in obljubil zvestobo Olimpiji ter celo podpisal podaljšanje pogodbe do 2011.

### Benfica
1. januarja 2010 je na dan prišla novica, da se zanj zanima Liverpool, decembra pa je obiskal Anfield (domači stadion Liverpoola). Tudi kluba Aston Villa in Benfica sta zanj pokazala zanimanje.
14. junija 2010 je Jan Oblak podpisal pogodbo z Benfico in zapustil Olimpijo Ljubljana. V naslednjem letu  je bil posojen portugalskemu prvoligašu U.D. Leiria. Po krajšem zapletu glede pogodbe je podpisal za Benfico in imel v zadnji sezoni, 2013-14 možnost braniti za prvo moštvo. Izkazal se je kot izjemen vratar in tudi njegova zasluga je, da si je Benfica že ob koncu aprila 2014 zagotovila naslov državnega prvaka. 

### Atletico Madrid
Po uspešni sezoni z Benfico, je za 16 milijonov evrov podpisal šestletno pogodbo za Atletico iz Madrida. S tem prestopom je postal peti najdražji vratar v zgodovini nogometa, najdražji Slovenec vseh časov ter najdražji vratar v zgodovini španske lige.  

### Življenjepis
Jan se je začel ukvarjati z nogometom pri vstopu v šolo, za nogomet pa ga je navdušil oče Matjaž. Začel je pri škofjeloškem klubu NK Ločan, in se nato kmalu preselil k Olimpiji, kjer je s 16 leti debitiral v članskem moštvu v DP proti Mariboru. Ima tri leta starejšo sestro Tejo, ki je košarkarska reprezentantka. Je vratar slovenske reprezentance in Atletica iz Madrida.

## Statistika klubske karierePosodobljeno 4.3.2015)
| Klub                | Sezona  | Prvenstvo | Prvenstvo | Pokalno tekmovanje | Pokalno tekmovanje | Evropska tekmovanja | Evropska tekmovanja | Skupno  | Skupno  |
| Klub                | Sezona  | Nastopi   | Zadetki   | Nastopi            | Zadetki            | Nastopi             | Zadetki             | Nastopi | Zadetki |
| ------------------- | ------- | --------- | --------- | ------------------ | ------------------ | ------------------- | ------------------- | ------- | ------- |
| Olimpija Ljubljana  | 2009–10 | 33        | 0         | 0                  | 0                  | 0                   | 0                   | 33      | 0       |
| Benfica             | 2010–14 | 16        | 0         | 5                  | 0                  | 4                   | 0                   | 25      | 0       |
| Beira-Mar (loan)    | 2010–11 | 0         | 0         | 1                  | 0                  | 0                   | 0                   | 1       | 0       |
| Olhanense (loan)    | 2010–11 | 0         | 0         | 0                  | 0                  | 0                   | 0                   | 0       | 0       |
| União Leiria (loan) | 2011–12 | 16        | 0         | 0                  | 0                  | 0                   | 0                   | 16      | 0       |
| Rio Ave (loan)      | 2012–13 | 28        | 0         | 3                  | 0                  | 0                   | 0                   | 31      | 0       |
| Atletico Madrid     | 2014–   | 35        | 0         | 6                  | 0                  | 4                   | 0                   | 20      | 0       |
| Kariera             |         | 128       | 0         | 15                 | 0                  | 8                   | 0                   | 126     | 0       |

## Reprezentančna kariera
Prvič je bil vpoklican v slovensko reprezentanco do 21 let avgusta 2009, ko je zamenjal poškodovanega Jana Koprivca. Debitiral je 6. septembra 2009 proti Franciji. Za člansko izbrano vrsto je debitiral leta 2012 proti Turčiji.